# Karl Racké

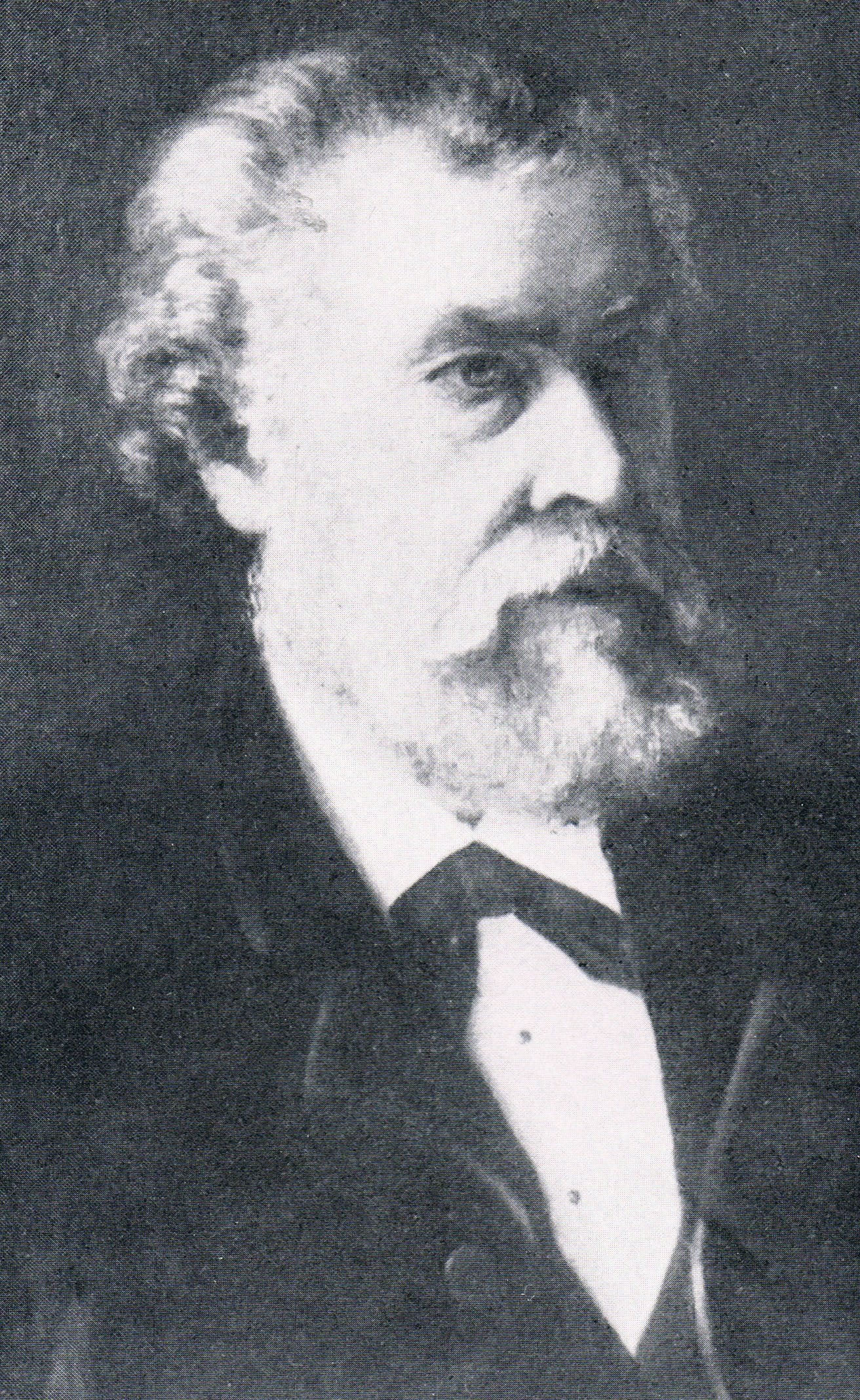
Karl Racké, zeitgenössische Abbildung

Karl Racké (* 2. Februar 1825 in Mainz; † 12. Mai 1898 in Bodenheim) war vom 23. Mai 1871 bis zum 27. März 1872 Bürgermeister der Stadt Mainz. 

## Leben und Wirken
Karl Racké war der Sohn des Kaufmanns Jakob Racké und dessen Frau Anna Maria geborene Wüst. Er trat auch selbst in den Kaufmannsstand ein. Sein Bruder war der Reichstagsabgeordnete Nicola Racké (1847–1908), der wiederum die Nichte des langjährigen Mainzer Bistumsverwesers und Domherren Christoph Moufang geheiratet hatte.
In der Zeit von 1862 bis 1870 war Karl Racké politisch im Mainzer Stadtrat aktiv. Als Kommerzienrat Franz Schott im Juni des Kriegsjahres 1871 das Bürgermeisteramt niederlegte, trat Racké das Amt als Nachrücker des gewählten, aber sogleich aus persönlichen Motiven zurückgetretenen Handelskammerpräsidenten Ludwig Reuleaux an. In seiner Amtszeit wurde Mainz durch die Bahnstrecke Alzey–Mainz an das rheinhessische Hinterland angebunden. Racké leitete die Verhandlungen mit dem Mainzer Festungsgouvernement für die Stadterweiterung ein. Nach nur zehn Amtsmonaten trat er selbst – ebenfalls aus persönlichen Gründen – zurück. Nach seinem Rücktritt als Bürgermeister wurde er als Direktor der Süddeutschen Immobilien AG tätig.